# Chavo Guerrero Sr.
Salvador Guerrero III (El Paso, 7 de janeiro de 1949 — El Paso, 11 de fevereiro de 2017), melhor conhecido pelos nomes Chavo Guerrero, Chavo Guerrero Sr. e Chavo Classic, foi um lutador de luta livre profissional americano. Ele é conhecido por suas passagens na Universal Wrestling Federation (UWF), American Wrestling Association (AWA) e World Wrestling Entertainment (WWE) e por ser o pai de Chavo Guerrero Jr.. Ele era o filho mais velho de Salvador "Gory" Guerrero e parte da família Guerrero. Ele foi o lutador mais velho ao conquistar o WWE Cruiserweight Championship, tendo o vencido aos 55 anos em 2004.

## Na luta livre
- Movimentos de finalização
  - Gory Special[1] – adotado de Gory Guerrero
  - Moonsault[1][2] – adotado de Mando Guerrero
- Movimentos secundários
  - DDT[1]
  - Dropkick
  - Várias variações de suplex
    - Belly to back
    - Delayed vertical
    - German[1]

  - Short-arm clothesline
  - Sitout spinebuster
  - Somersault plancha[1]
- Managers
  - Dark Journey
  - Baby Doll
  - Oliver Humperdink
  - Chavo Guerrero Jr.

## Campeonatos e prêmios
- All Japan Pro Wrestling
  - NWA International Junior Heavyweight Championship (1 vez)[3]
- National Wrestling Alliance
  - NWA World Junior Heavyweight Championship (2 vezes)
- Atlantic Coast Championship Wrestling
  - ACCW Heavyweight Championship (2 vezes)
- Championship Wrestling from Florida
  - NWA United States Tag Team Championship (versão da Flórida) (1 vez) – com  Hector Guerrero[4]
- Eastern Wrestling Federation
  - EWF Heavyweight Championship (2 vezes)
- Empire Wrestling Federation
  - EWF Heavyweight Championship (1 vez) [5]
- Hollywood Heavyweight Wrestling
  - HHW Heavyweight Championship (1 vez)
- International Wrestling Federation
  - IWF Heavyweight Championship (1 vez)
- NWA Hollywood Wrestling
  - NWA Americas Heavyweight Championship (15 vezes)[6]
  - NWA Americas Tag Team Championship (11 vezes) – com Raul Mata (2), John Tolos (1), Gory Guerrero (1), Butcher Vachon (1), Victor Rivera (1), The Canadian (1), Hector Guerrero (1), El Halcon (1), Black Gordman (1) e Al Madril (1)[7]
  - NWA World Light Heavyweight Championship (2 vezes)[8]
- New Japan Pro Wrestling
  - NWA International Junior Heavyweight Championship (2 vezes)[3]
- Pro Wrestling Illustrated
  - PWI colocou-o em 130º dos 500 melhores lutadores da "PWI Years" em 2003.
- Southwest Championship Wrestling / Texas All-Star Wrestling
  - SCW Southwest Junior Heavyweight Championship (1 vez)[9]
  - SCW World Tag Team Championship (1 vezes) – com Manny Fernandez[10]
  - TASW Heavyweight Championship (1 vez)[11]
  - TASW Texas Tag Team Championship (2 vezes) – com Al Madril (1) e ele mesmo (1)[12]
  - Texas All-Star USA Heavyweight Championship (1 vez)[1]
- Vendetta Pro Wrestling
  - Vendetty Award—2014 Co-Special Guest star of the Year (com Chavo Guerrero Jr. e The Godfather)[13]
- World Wrestling Association
  - WWA Trios Championship (1 vez) – com Mando e Eddy Guerrero[14]
- World Wrestling Entertainment
  - WWE Cruiserweight Championship (1991–2007) (1 vez)[1]
- Wrestling Observer Newsletter awards
  - Melhor manobra (1986) Moonsault block